# Pedicularis atuntsiensis
Pedicularis atuntsiensis är en snyltrotsväxtart som beskrevs av Bonati. Pedicularis atuntsiensis ingår i släktet spiror, och familjen snyltrotsväxter. Inga underarter finns listade i Catalogue of Life.